# Soggolo

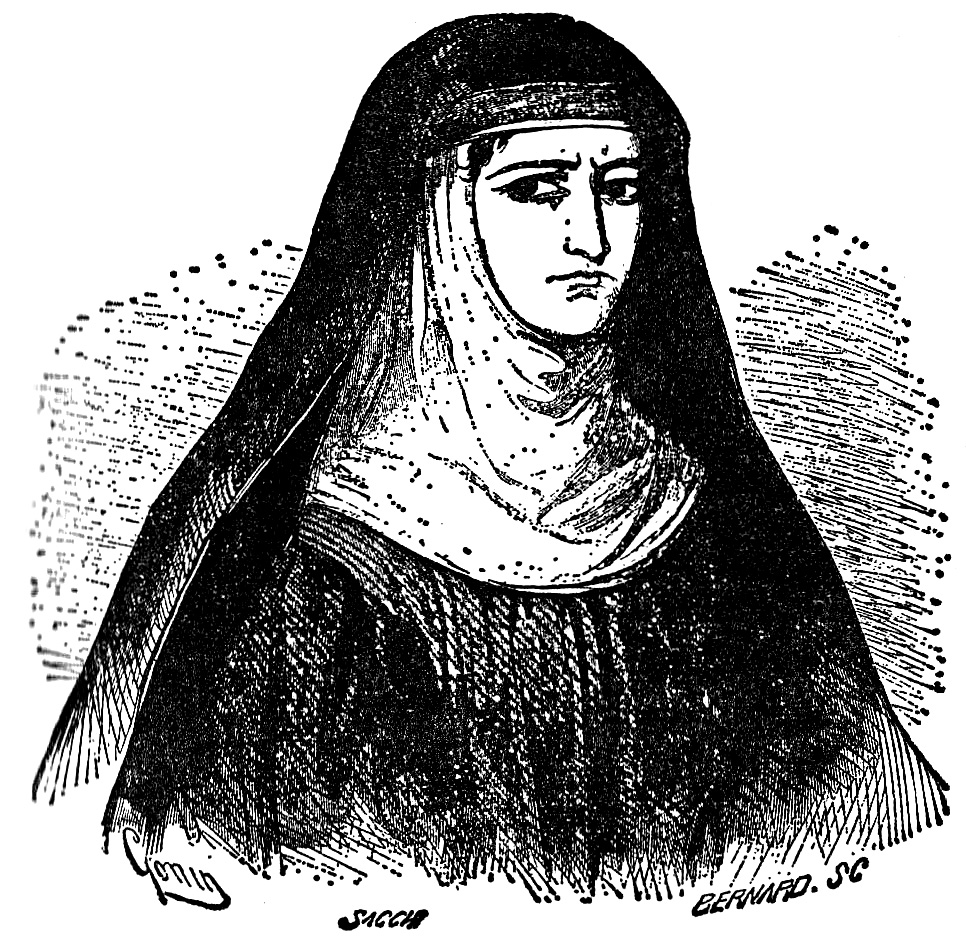
Il soggolo indossato dalla monaca di Monza, da un'illustrazione del romanzo I promessi sposi

Il soggólo (contrazione da "sotto la gola") è, nell'abbigliamento femminile medievale e rinascimentale europeo, una benda, o fascia a largo nastro che passando sotto il mento avvolge il viso e il collo congiungendosi alla sommità del capo.
Già in uso nel secolo XIII, nel secolo XIV veniva portato dalle nobildonne sopra il vestito come sorta di bavero. Era infatti consuetudine delle donne sposate non mostrare i propri capelli. Il soggolo poteva anche essere inamidato e modellato per assumere forme particolari. È rimasto nella veste monacale quasi sempre abbinato al "manto da testa".

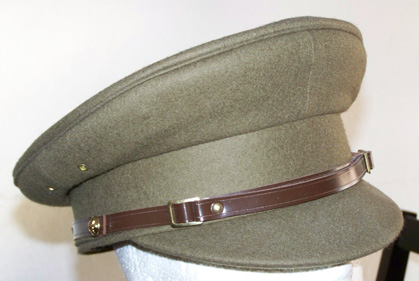
Il soggolo militare è la fascetta di cuoio del berretto (di colore marrone in questa immagine) che si trova al di sopra della visiera

## Il soggolo nell'abbigliamento militare
Viene così chiamata, nell'abbigliamento militare, anche la striscia di cuoio, cordoncino o nastro che passando sotto il mento mantiene ancorato al capo un cappello, casco, chepì o elmetto militare; estensibile, si fissa sotto al mento per evitare la perdita del berretto per il vento o per cause dinamiche. Oggidì, salvo che per l'elmetto, nel quale la funzione di tenimento è più importante per il peso del copricapo e la sua tendenza a scivolare, è per lo più meramente ornamentale.
All'altezza delle tempie il soggolo ospita un richiamo dei gradi di spallina, consistente in un galloncino per lato. Il soggolo degli ufficiali è in genere di cordoncino (treccia per i generali, cordone a due legnoli con torsione sinistrorsa per gli ufficiali superiori, nastro di tessuto per gli ufficiali inferiori). Per i sottufficiali è invece generalmente di solo cuoio con galloncini, mentre per la truppa non ci sono in genere ornamenti di sorta. In ogni caso, è bene far notare che non risulta nessun richiamo storico, e specialmente marinaresco, che possa dare significato al fatto che alcuni ufficiali, in special modo quelli di marina, utilizzino il sottogola ovvero il soggolo lavorato a mo' di treccia. Cordoni, doppi cordoni e catenelle hanno a significare la forza e la resistenza agli sforzi, alla pari delle dotazioni marinaresche in uso sulle navi, atte a fronteggiare i duri eventi dell'attività nautica. A fronte di ciò, la treccia, di provenienza sicuramente non marinaresca, non trova la giusta collocazione nelle simbologie marinare, ma rimane solamente un oggetto puramente ed unicamente ornamentale.  
Per alcuni tipi di copricapo, ad esempio l'elmo dei Corazzieri (con cimiero) o la "lucerna" dell'alta uniforme dei carabinieri (con pennacchio), il soggolo è sempre ordinariamente esteso sotto il mento.